# 타케모토 쿠루미
타케모토 쿠루미(일본어: 竹本 くるみ, 2004년 2월 22일~)는 일본의 여성 아이돌 그룹 HKT48 팀KIV의 멤버이다.

## 인물
다람쥐,햄스터같은 외모와는 다르게 목소리가 살짝 허스키하고, 목소리톤도 저음이다.

## 내력
2018년
- 10월 14일, HKT48 5기생 오디션에 합격하였다.
- 11월 26일, HKT48 7주년 기념 공연에서 5기생으로 공개되었다.

2019년
- 3월 10일, 연구생 공연 脳内パラダイス공연으로 극장 데뷔하였다.
- 7월 21일부터 10월 27일까지 HKT48 큐슈 7현 투어에 참가하였다.
- 큐슈 콘서트 투어 「큐슈 7 현 투어 ~あの支配人からの、卒業。 그 지배인으로부터의, 졸업. ~」 파이널 낮공연에서 댄스 신유닛 '''Lit Charm'''의 멤버로 발표되었다.

2020년
- 3월 10일, 극장 데뷔 1주년을 맞이하였다.
- 6월 5일, 인스타그램 계정을 개설했다.
- 8월 21일, 공식 LINE 계정이 개설되었다.
- 11월 2일 서일본시티은행 HKT48 극장 오픈기념공연 직후 공식 트위트와 공식 유튜브 채널을 통해 '''博多なないろ公演''' 이 시작됨이 발표되었고, 쿠루탄은 팀 오렌지로 발표되었다.
- 11월 15일 '''博多なないろ公演'''의 팀 오렌지의 팀 레드와의 공연을 첫 피로하였다.

2021년
- 3월 13일,14번째 싱글의 선발 멤버로 발표되었다.
- 3월 31일 공식 홈페이지에서 팀 K4로의 승격이 발표 되었다.팀 승격일은 4월 8일이다.
- 11월 3일, HKT48 두 번째 앨범인 アウトスタンディング의 리드곡 '''突然 Do love me！'''의 선발 멤버로 발표되었다.

2022년
- 6월 10일, HKT48 15번째 싱글 ビーサンはなぜなくなるのか？의 선발 멤버로 발표되었다.
- 10월 16일 HKT48 11주년 기념 콘서트에서 HKT48 2차 팀 셔플를 통해 '''팀K4'''로의 이동이 발표됐다.

2023년
- 1월 14일, HKT48공식 트위터를 통해 16번째 싱글 君はもっとできる의 선발 멤버로 발표되었다.
- 3월 16일, HKT48 栄光のラビリンス(영광의 라비린스) 이벤트 1위로 랭크인 하였으며, 天神ドーン！広告選抜リクエスト大20239(텐진 쿵! 광고 선발 리퀘스트 대회 2023)
- 12월 10일, HKT48 17번째 バケツを被れ！싱글 선발 멤버 발표 방송에서 4연속 싱글 선발 진입은 물론 이시바시 이부키랑 첫 더블 센터를 맡는 것이 발표되었다.

2024년
- 3월 2일 IDOLS 시즌3에 출연하게 되었다.
- 4월 12일 아이돌 팬미팅 2024 에서 12秒, Magic, EASY, MOSHI2, Make a wish  5곡을 선보였다
- 6월 1일 하카타의 카오리 25주년 캠페인 TVCM에  이시바시 이부키,  타치바나 코코로, 3명출연이 결정 되었다.
- 6월 9일 IDOLS멤버로  신데렐라 페스 참가 하였다.
- 8월 16일 HKT48 18번째 僕はやっと君を心配できる싱글 선발 멤버 발표 방송에서 5연속 싱글 선발 진입은 물론 이시바시 이부키랑 두번째 더블 센터를 맡는 것이 발표되었다.